# 제임스-랑게 이론
제임스-랑게 이론(James-Lange theory)은 정서 경험은 외부 자극에 대한 신체 반응을 지각한 결과로 생긴다는 이론으로 미국의 철학자 윌리엄 제임스와 덴마크의 칼 게오르그 랑게(Lange, C.)가 거의 동시에 제창한 정서 이론이다. 자극ㆍ정서ㆍ신체적 변화의 순서가 아니라 자극ㆍ신체 변화ㆍ정서의 순서라고  주장한다.

## 심리학의 원리
윌리엄 제임스는 그의 저서 심리학의 원리(The Principles of Psychology)에서 다음과 같이 기술한바 있다.
Instinctive reaction and emotional expression shade imperceptibly into each other,  The expression of grief,of fear,  of hatred, Emotion is a consequence, not the cause, of the bodily expression,  감정(The Emotion,CHAPTER XXV,P442)
본능적 반응과 정서적 표현은 서로 눈에 띄지 않게 그늘진다. 슬픔, 두려움, 증오의 표현, 감정은 신체적 표현의 원인이 아니라 결과이다.

## 같이 보기
- 캐논-바드 이론(Cannon-Bard Theory)
- 2요인 가설(Two factor theory)
- 안면 피드백 이론(Facial Feedback hypothesis)